# Переклад Біблії Івана Огієнка
Переклад Біблії Івана Огієнка — це найбільш поширений і вживаний переклад Біблії українською мовою.
Над перекладом Біблії професор Іван Огієнко (митрополит Іларіон) (1882—1972) працював з 1917 року. Вперше видання повного українського перекладу Біблії, надруковане Об'єднаним біблійним товариством, побачило світ у 1962 році, після 45 років праці автора.
Кулішевий переклад Святого Письма був першим. Історичні події (Перша світова війна, падіння монархії, революції) створили реальні передумови нового піднесення національно-визвольного руху в Україні, що надало українцям можливість не тільки спробувати відновити свою незалежність, але й скористатися нагодою, щоби вільно спілкуватися, мислити і творити рідною мовою. Вже через неповних двадцять років після виходу в світ першої української Біблії професор Іван Огієнко, міністр освіти і віросповідань молодої Української Народної Республіки, розпочав другий переклад. Безпосередня робота над перекладом тривала з 1917 по 1940 рік. Виносячи на суд громадськості давно омріяну ідею нового перекладу Святого Письма українською мовою, Іван Огієнко зазначав: «…Ми надзвичайно потребуємо такого перекладу Біблії, що був би зроблений сучасною літературною всеукраїнською мовою. Перекласти цілу Біблію — а в першу чергу Новий Заповіт треба такою літературною мовою, що стала б зразковою бодай на перші 50 літ. Мусимо мати переклад, що став би найкращим підручником вивчення української мови. Без цього нормальний розвій нашої літературної мови не матиме так їй потрібного „каменя наріжного“, бо треба, щоб і селянські маси — головний читач св. Письма — призвичаювалися до доброї літературної мови. Такий переклад треба видати з зазначенням наголосів, — щоб кожний міг читати його справді по-літературному».
Ось чому, приступаючи до цієї надзвичайно складної роботи, Огієнко поставив перед собою два найголовніші завдання: по-перше, найточніше передати зміст оригіналу, дбаючи передусім про змістову точність цілого ряду багатозначних слів, і, по-друге, забезпечити переклад милозвучною, сучасною літературною мовою. Робота пожвавилася після того, як Британське та Іноземне Біблійне Товариство уклало з перекладачем угоду (1936) про видання книги.
Перший, незначний наклад перекладених Огієнком чотирьох Євангелій (від Матвія, Марка, Луки, Івана) побачив світ 1937 року у Львові, а 1939 року — додрукований у Варшаві. До цього видання було додано ще й «Псалтир». Переклад усієї Біблії завершено 11 липня 1940 року, однак через обставини воєнного стану запустити її в роботу до друкарні не вдалося. Натомість через два роки була надрукована частина Біблії — «Новий Заповіт. Псалтир». Цього разу у Фінляндії, заходами Стокгольмського товариства поширення Євангелія в Росії.
У 1955 році, нарешті, Біблійне товариство ухвалило рішення готувати до друку Огієнків переклад Біблії. Але цю роботу було закінчено аж за сім років. І лише 1962 року в Лондоні побачив світ солідний том — на 1529 сторінок — з відтисненим позолотою українським заголовком — Біблія. Відтоді саме цей переклад Огієнка стане взірцем для декількох пізніших перевидань, зокрема і в Москві 1988 року, коли при патріарху Пімену було видано Біблію українською мовою на відзнаку 1000-ліття Хрещення Русі.
Цей переклад багаторазово перевидавався в Канаді, США, країнах Західної Європи. В Україні Біблія в перекладі Івана Огієнка вперше була видана багатотисячним тиражем Українським Біблійним Товариством у 1995 році. Біблія в перекладі Івана Огієнка є найбільш розповсюдженою зі всіх існуючих перекладів Біблії українською мовою, зокрема через те, що саме в цьому перекладі вона безкоштовно розповсюджується у великих накладах товариством Gideons International в Україні.
Для кращого розуміння читачем тексту перекладач запропонував багатий апарат приміток, посилань, тлумачень, що набиралися відмінним від оригінального тексту шрифтом (курсивом). Весь лексичний ряд подається тут із наголосами (за аналогами з німецькими, французькими перевиданнями), що, безумовно, сприяє удосконаленню знань рідної мови. І ще одна особливість: текст Євангелія подається не суцільно, а з перебивками, заголовками, авторство яких належить Огієнкові. Наприклад, заголовок «Родовід Ісуса Христа» об'єднує текст Святого Письма від п.п. 1.1 до 17. Подальші частини тексту відділені заголовками: «Мудреці сходу поклоняються Ісусові», «Йосип та Марія втікають до Єгипту», «Ірод побиває немовлят», «Йосип та Марія вертаються до Назарету» і т. д. Це аж ніяк не можна розцінювати як вільне поводження з текстом. Точно дотримуючись його автентичності, перекладач прагнув, аби якнайдоступніше зміст книги сприймав простий читач, який, можливо, вперше братиме до рук це Святе Письмо рідною мовою.